# Villar de los Navarros
Villar de los Navarros – gmina w Hiszpanii, w prowincji Saragossa, w Aragonii, o powierzchni 49,5 km². W 2011 roku gmina liczyła 114 mieszkańców.